# 阿部寬的官方網站
阿部寬的官方網站（日语：阿部寛のホームページ）是日本演員阿部寬的官方網站。 該網站以極簡的設計和迅速的顯示而聞名，被視為一種網路迷因。

## 概要
該網站最初是由阿部寬的粉絲所建立的粉絲網站，後來經過事務所的公認而成官方網站，其網站設計風格類似於1990年代初期的網際網路網站，體積極小，並且讀取速度極快（支援IPv6）。
2016年，由於該網站使用的NIFTY「@homepage」系統服務終止。儘管網站已經轉移，但簡約的設計風格仍然被保留。阿部所屬的茂田事務所在2021年4月表示，因為這是由粉絲創建的網站，他們沒有計劃更改網站的設計。
阿部本人在2022年4月5日接受《體育報知》的訪談中表示：「非常簡潔，我很喜歡。感謝做這個網站的人」。此外，在同年4月8日舉行的電影《鳶》的首映活動上，與阿部共演的安田顯曾向他表示：「您應該更新您的官方網站」，而阿部回答：「但是，那個網站很受歡迎」，表明他並不打算更改網站。

## 特色
該官方網站以極簡風格為特色，並因照片使用較少而使網站容量極小。由於這些特點，該網站能夠實現即時、快速的訪問，以及瞬間顯示頁面。根據《週刊女性PRIME》引用的PageSpeedInsights數據，該網站的最大內容載入時間僅為0.7秒。由於其高速性，該網站在網路文化中被視為一種迷因，甚至被用作測試網速的指標。例如在網路文化中，「該網站顯示不出來」這句話被視為表明通訊線路緩慢的基準。
2020年3月，該網站因使用在當時日本普及率不高的IPv6支援而引起用戶的關注。2022年4月，有使用者在智能手機應用程式《太鼓之達人Plus》手機版的內部瀏覽器中，透過與Twitter連動連結轉移到Google瀏覽器搜尋「阿部寬」而成為話題熱議。
該網站不僅作為簡單的基準測試，還被用作設備操作測試的工具。例如在嘗試使用搭載古老Web瀏覽器或舊式電腦連接測試時使用。

## 類似網站
- 2019年10月23日，山葉發動機發布的第46屆東京車展專屬網站因風格相近及讀取速度過快[13]而在網路引起關注，許多用戶將該網站與阿部寬的官方網站進行比對，山葉方面表示，考慮到月底通常為所謂「沒流量（ギガ死）」時期，為確保即使是手機數據通訊量接近上限的用戶也能瀏覽，因採選擇製作更簡單而讀取速度快的網站。[14]
- 海上自衛隊第101掃海隊的網站也因其顯示速度較快而在網路上引起關注。根據該負責人表示，該網站的設計注重易理解且直接進行宣傳，並非有意追求載入速度。[15]
- 於2021年5月25日發布的手機遊戲《機戰少女Alice》中出現的虛構公司「剪刀維護有限公司」的網站，因與阿部寬的官方網站風格相似而受到廣泛關注。[16]
- FC2部落格在2019年2月發布的「爆速模板」，為參考該網站以及同樣因顯示速度而在網路上引起關注的dev.to而開發的[17][18]。
- 在2019年電視劇《還是不能結婚的男人》的官方網站中，由阿部扮演的主人公桑野信介的人物簡介，採用了「阿部寛的官方網站」風格的設計。[19]
- 曾隸屬於同一經紀公司茂田事務所的女演員名取裕子（日语：名取裕子）官方網站，與此網站一樣最初是粉絲網站，後來獲得公司承認並正式化為官方網站。與阿部一樣，該網站採用了互聯網初期的網頁設計。然而，由於名取於2023年5月轉籍至Horipro[20]，因此該官方網站現已關閉。

### 來源
1. 1 2 3 4 5 6 7  . 週刊女性PRIME. 25 April 2021  [25 June 2021]. （原始内容存档于2023-02-07） （日语）.
2. ↑  . ロケットニュース24. 2017-11-15  [2021-06-06]. （原始内容存档于2023-10-25）.
3. 1 2 3  たろちん. . ねとらぼ.   [25 June 2021]. （原始内容存档于2024-01-08） （日语）.
4. ↑  . スポーツ報知. 2022-04-05  [2023-11-14]. （原始内容存档于2023-11-14） （日语）.
5. ↑  . ORICON NEWS. 2022-04-08  [2023-11-14]. （原始内容存档于2024-01-16）.
6. ↑  コンタケ. . ねとらぼ. 31 March 2019  [25 June 2021]. （原始内容存档于2024-03-17） （日语）.
7. ↑  . エキサイト. 日刊サイゾー. 2019-02-20  [2021-06-25]. （原始内容存档于2024-01-18）.
8. ↑  . MDN Web Docs.   [25 June 2021]. （原始内容存档于2023-12-11） （日语）.
9. ↑  . ITmedia NEWS.   [2023-11-14]. （原始内容存档于2023-12-10） （日语）.
10. ↑  . ねとらぼ.   [2023-11-14]. （原始内容存档于2024-01-08） （日语）.
11. ↑  4Gamers. . 4Gamers 官方網站.   [2023-11-14]. （原始内容存档于2023-11-14） （中文（繁體））.
12. ↑  . Togetter. 2022-06-16  [2023-11-14]. （原始内容存档于2023-06-09） （日语）.
13. ↑  . ヤマハ発動機株式会社.   [2023-11-14]. （原始内容存档于2023-10-05） （日语）.
14. ↑  . J-CAST ニュース. 2019-10-24  [2023-11-14]. （原始内容存档于2023-10-05） （日语）.
15. ↑  . まいどなニュース. 2019-07-08  [2023-11-14]. （原始内容存档于2023-11-28） （日语）.
16. ↑  BCN＋R. . BCN＋R.   [2023-11-14]. （原始内容存档于2023-10-05） （日语）.
17. ↑  . DEV Community. 2023-11-13  [2023-11-14]. （原始内容存档于2024-04-24） （英语）.
18. ↑  FC2インフォ. . fc2information.blog.fc2.com.   [2023-11-14]. （原始内容存档于2023-11-14）.
19. ↑  . ねとらぼ.   [2023-11-14]. （原始内容存档于2024-03-18） （日语）.
20. ↑  . スポーツ報知. 2023-05-30  [2023-11-14]. （原始内容存档于2023-11-19） （日语）.

## 外部連結
- 阿部寬的官方網站 （页面存档备份，存于）